# Pi'erre Bourne
Jordan Timothy Jenks (nascido em 19 de setembro de 1993), conhecido profissionalmente como Pi'erre Bourne, é um produtor musical e rapper americano de Fort Riley, Kansas. Ele é conhecido por ter produzido os singles de 2017 "Magnolia" de Playboi Carti e "Gummo" de 6ix9ine, ambos entrando no top 30 do Billboard Hot 100 dos EUA.
Depois de produzir "Magnolia" e cinco outras músicas da mixtape de estreia autointitulada de Playboi Carti (2017), Pierre criou a tag - "Yo Pierre, you wanna come out here?" (em português: Ei, Pierre, você quer vir aqui?, uma frase amostrada da 1.ª temporada, episódio 3 do The Jamie Foxx Show) — tornou-se um meme da Internet e o levou a um maior reconhecimento. Desde então, ele trabalhou extensivamente com artistas como Lil Uzi Vert, Lil Yachty, Young Thug, Juice Wrld, Pusha T, Young Nudy, Trippie Redd, Kanye West, Drake, Nav, Duwap Kaine e 21 Savage .

## Vida pregressa
Jenks nasceu em Fort Riley, Kansas, mas cresceu em Columbia, Carolina do Sul . Enquanto crescia, ele passava os verões com sua avó em Queens, Nova Iorque, o que levou ao seu interesse por artistas de hip hop da Costa Leste, como Dipset e o grupo G-Unit . Ele é parente de Mobile Malachi, um artista e músico de Kriol Reggae de Belize. Ele também é primo de Papoose, que é descendente de liberianos. Inspirado por seu tio Dwight, rapper e artista gráfico, Jenks começou a fazer batidas quando estava no ensino fundamental, usando o FL Studio no computador de seu tio.

## Carreira
Jordan estudou design gráfico por um ano antes de abandonar os estudos. Aos 18 anos, seu tio incentivou ele a seguir carreira na música e mudou-se para Atlanta para estudar engenharia de som no SAE Institute . Ainda na escola, conheceu e começou a colaborar com o DJ Burn One, que o incentivou a criar seus próprios instrumentais e não depender de samples. Depois de se formar na escola, Burn o contratou como engenheiro em tempo integral. Em 2015, Jenks começou a trabalhar para a Epic Records como engenheiro de som, saindo um ano depois para se concentrar em sua própria carreira.
Jenks começou a produzir para Young Nudy e Trippie Redd em 2016 e conheceu Playboi Carti em fevereiro de 2017, colaborando na faixa "Woke Up Like This" e produziu a maioria das faixas de sua mixtape de estreia. A música "Magnolia" alcançou a posição 29 na Billboard Hot 100 dos EUA. Isso deu o pontapé inicial na carreira de produtor de Jordan, produzindo músicas para Kanye West, 21 Savage, Trippie Redd, Rich the Kid, Lil Yachty, Pusha T, Famous Dex, Nav, Duwap Kaine, Young Thug e Lil Uzi Vert . Jenks também lançou uma série de mixtapes chamada The Life of Pi'erre e tem sua propia gravadora, SossHouse, na Interscope Records. Ele produziu o single "Watch" de Travis Scott, com Kanye West e Lil Uzi Vert. Ele também produziu o álbum Die Lit de Playboi Carti. Ele também ajudou a produzir os álbuns Ye e Jesus Is King de Kanye West e Daytona de Pusha T.
Em 8 de maio de 2019, Jordan e Young Nudy lançaram sua mixtape colaborativa intitulada Sli'merre . O projeto, que consiste em 12 músicas, contou com a participações de DaBaby e Megan Thee Stallion, junto com o primo de Nudy e rapper multi-platina 21 Savage, bem como o colega artista multi-platina Lil Uzi Vert . Todas as músicas da mixtape foram produzidas por Pi'erre e alcançaram o primeiro lugar na parada US All Genres da Apple Music, e estrearam no número 167 na Billboard 200, chegando posteriormente ao número 63 na semana seguinte. Em 25 de março de 2020, Jordan estreou em primeiro lugar na parada Hot 100 Producers ' Billboard, graças a quatro créditos de produção na edição de luxo do segundo álbum de Lil Uzi Vert, Eternal Atake .
Em 19 de junho de 2020, quase exatamente um ano após o lançamento ' The Life of Pi'erre 4, uma edição de luxo foi lançada. Jordan também ganhou uma colocação nas Dark Lane Demo Tapes do rapper canadense Drake, produzindo a música "Pain 1993", com a participação de Playboi Carti. A música estrearia e alcançaria o pico entre os dez primeiros (no número 7) no Hot 100 em 16 de maio de 2020.
Em março de 2021, Jenks ganhou seu primeiro Grammy por seu trabalho de produção no álbum de Kanye West, Jesus Is King. Em 11 de junho de 2021, o segundo álbum de estúdio de Jenks, The Life of Pi'erre 5, foi lançado pela Interscope por meio da gravadora, SossHouse de Pi'erre. O álbum é inteiramente produzido por Jordan e inclui participações de Lil Uzi Vert, Playboi Carti e Sharc.
Em 14 de janeiro de 2022, Lil Wayne relançaria sua mixtape Sorry 4 the Wait com quatro novas músicas, sendo a música "Cameras" com Allan Cubes produzida por Pierre.

## Discografia

### Álbuns de estúdio
| The Life of Pi'erre 4 | - Released: June 21, 2019 - Label: SossHouse, Interscope - Format: Digital download, streaming         | 107 | —  | —  | —  |
| The Life of Pi'erre 5 | - Released: June 11, 2021 - Label: SossHouse, Interscope - Format: LP, digital download, streaming     | 35  | 17 | 15 | 85 |
| Good Movie            | - Released: September 2, 2022 - Label: SossHouse, Interscope - Format: LP, digital download, streaming | —   | —  | —  | —  |

### Álbuns de colaboração
| Title                                           | Details                                                                                          | Peak chart positions | Peak chart positions |
| Title                                           | Details                                                                                          | US                   | US R&B/HH            |
| ----------------------------------------------- | ------------------------------------------------------------------------------------------------ | -------------------- | -------------------- |
| Pi'erre & Cardo's Wild Adventure (with Cardo)   | - Released: December 25, 2018 - Label: Self-released - Format: Streaming                         | —                    | —                    |
| Sli'merre (with Young Nudy)                     | - Released: May 8, 2019 - Label: RCA - Format: Streaming, digital download                       | 63                   | 35                   |
| The Wolf of Peachtree (with Jelly)              | - Released: January 31, 2020 - Label: Sosshouse - Format: Streaming, digital download            | —                    | —                    |
| Chavo's World (with Chavo)                      | - Released: November 27, 2020 - Label: Sosshouse - Format: Streaming, digital download           | —                    | —                    |
| Frazier Trill (with Frazier Trill)              | - Released: January 29, 2021 - Label: Sosshouse - Format: Streaming, digital download            | —                    | —                    |
| 47 Meters Down (with Sharc)                     | - Released: June 25, 2021 - Label: Sosshouse - Format: Streaming, digital download               | —                    | —                    |
| Chavo's World 2 (with Chavo)                    | - Released: August 13, 2021 - Label: Sosshouse - Format: Streaming, digital download             | —                    | —                    |
| Yo!88 (with TM88)                               | - Released: December 10, 2021 - Label: Capitol, Interscope - Format: Streaming, digital download | —                    | —                    |
| Wolf of Peachtree 2 (with Jelly)                | - Released: May 27, 2022 - Label: Sosshouse - Format: Streaming, digital download                | —                    | —                    |
| Space Age Pimpin (with Juicy J)                 | - Released: June 24, 2022 - Label: Trippy Music - Format: Streaming, digital download            | —                    | —                    |
| Pi'erre & Cardo's Wild Adventure 2 (with Cardo) | - Scheduled: TBA - Label: SossHouse, Interscope - Format: Streaming, digital download            | —                    | —                    |

### Eps
- King of the Hill, 31 de outubro de 2014, autolançado
- SossGirl, 15 de fevereiro de 2016, autolançado
- Modo Besta ++++ (com Trippie Redd), 19 de outubro de 2016, TenThousand Projects
- Grails, 14 de abril de 2023, SossHouse, Interscope

### Mixtapes
- The Bourne Identity, 4 de abril de 2010, autolançado
- The Bourne Ultimatum, 4 de junho de 2010, autolançado
- The Bourne Supremacy, 19 de agosto de 2010, auto-lançado
- Heir To The Throne (Deluxe), 27 de janeiro de 2012, auto-lançado
- The Life of Pi'erre, 19 de setembro de 2016, auto-lançado
- The Life of Pi'erre 2, 25 de novembro de 2016, autolançado
- The Life of Pi'erre 3, 26 de dezembro de 2016, autolançado